# آندرانیک شاهینیان
آندرانیک خاچاطوری شاهینیان (ارمنی: Անդրանիկ Խաչատուրի Շահինյան؛ زادهٔ ۲۹ نوامبر ۱۹۰۶ - درگذشته ۹ سپتامبر ۱۹۶۷) یک سیاستمدار اهل ارمنستان بود که از تاریخ ۶ فوریه ۱۹۵۴ تا تاریخ ۱۹ نوامبر ۱۹۵۹ سمت وزیر فرهنگ ارمنستان شوروی را برعهده داشت.

## زندگی‌نامه
در ۱۲ دسامبر [سبک قدیمی: ۲۹ نوامبر] ۱۸۶۹ در وان به دنیا آمد و از دانشگاه اقتصاد پلخانف روسیه (۱۹۳۱) فارغ‌التحصیل شد. وی در حزب کمونیست ارمنستان (اتحاد شوروی) فعالیت می‌کرد. وی همچنین برنده نشان پرچم سرخ کار و نشان برجسته افتخار شده است. وی در ۹ سپتامبر ۱۹۶۷ در سن ۶۰ سالگی در ایروان درگذشت.

## نگارخانه

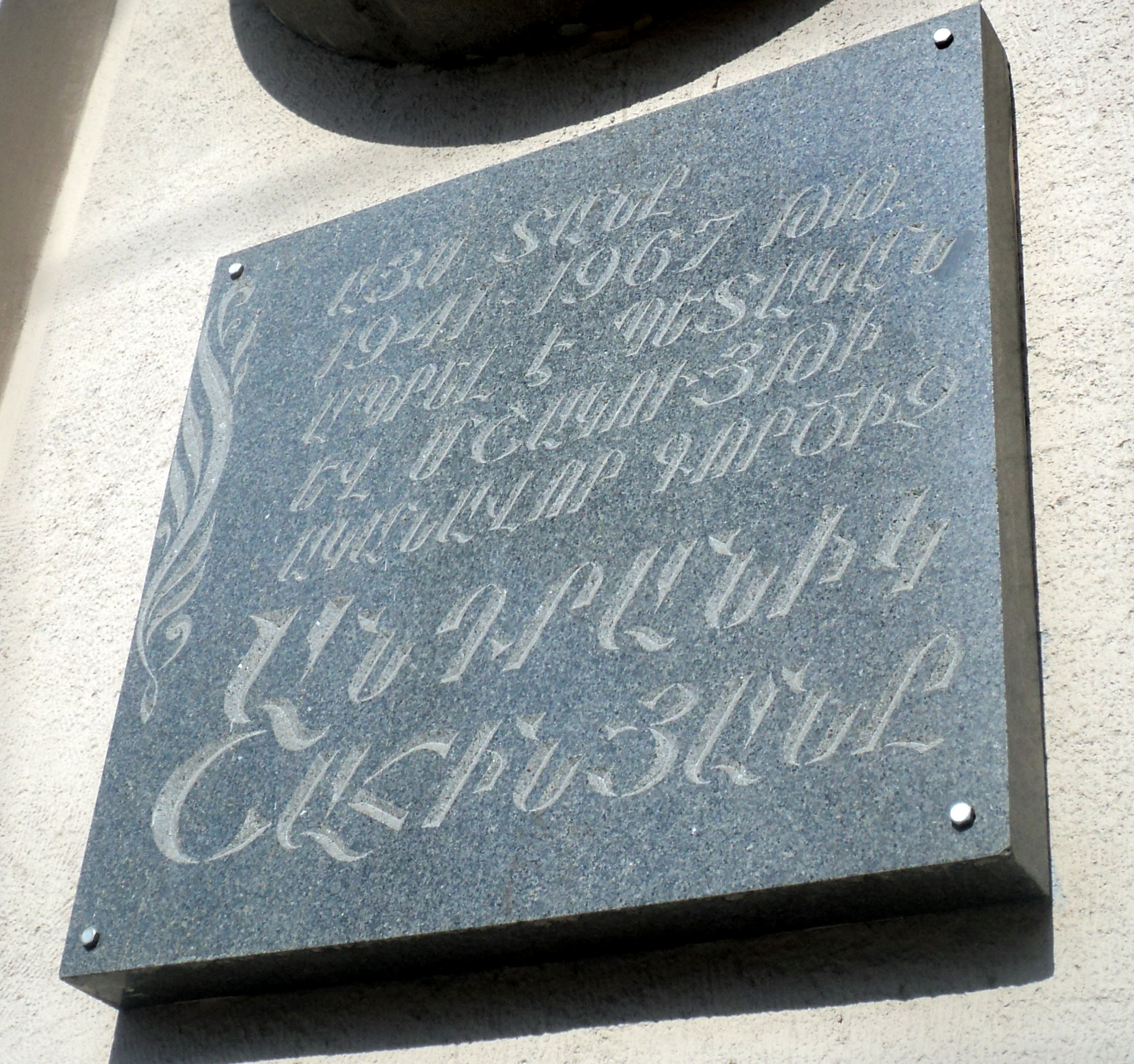

## یادداشت
1. ↑  պատմական գիտությունների թեկնածու